# Рамат-Ган (стадіон)
32°6′1″ пн. ш. 34°49′27″ сх. д. / 32.10028° пн. ш. 34.82417° сх. д.
Стадіон Рамат-Ган (івр. אצטדיון רמת גן, Іцта́діон Рама́т-Ґан) — футбольний стадіон у Тель-Авівському окрузі міста Рамат-Ган, Ізраїль. До 2014 року був національним стадіоном Ізраїлю.

## Історія
Завершений у 1951 році та з того часу є найбільшим стадіоном Ізраїлю, стадіон Рамат-Ган має 41 583 сидіння, 13 370 з яких розташовані на Західній трибуні, яка була завершена під час капітальної реконструкції у 1982 році.
Стадіон Рамат-Ган є багатофункціональним, придатним для спортивних змагань, а також для регулярного використання як футбольний стадіон. На ньому проводяться ізраїльські міжнародні футбольні матчі, а також домашні матчі Ліги чемпіонів УЄФА «Маккабі» (Тель-Авів) і «Маккабі» (Хайфа) в сезонах 2004–05 і 2009–10 років відповідно. Розміри поля 105 м × 68 м (115 × 74 ярдів), з 10 500 м2 (2,6 акра) газону. Площа прилеглої до стадіону території — 36 000 м2 (8,9 акра).
Стадіон «Рамат-Ган» містить шість роздягалень, конференц-зали, конференц-центр, кімнати для преси, суддівську кімнату, а також медичний та наркологічний кабінети. Поруч з ним розташовані два тренувальних поля, велика спортивна клініка, кафе-ресторан і відкрита автостоянка на 3900 місць. Тут також знаходиться штаб-квартира Ізраїльської футбольної асоціації.
Штучне освітлення світового рівня на стадіоні Рамат-Ган забезпечує до 1550 люкс на всьому полі. До відкриття стадіону «Семмі Офер» у Хайфі це був єдиний стадіон світового класу в Ізраїлі та єдиний ізраїльський стадіон, який приймав офіційні відбіркові матчі Чемпіонату світу ФІФА та ігри Ліги чемпіонів УЄФА, хоча «Хапоель» Тель-Авів отримав дозвіл на проведення матчів Ліги чемпіонів 2010 року на стадіоні «Блумфілд». До 2013 року стадіон також був місцем відкриття церемоній Маккавійських ігор; з 2013 року церемонії відкриття відбуваються на стадіоні «Тедді» в Єрусалимі. Після того, як більш сучасні стадіони «Семмі Офер» і «Тедді», замінили стадіон «Рамат-Ган» як альтернативні домашні стадіони для Національної збірної Ізраїлю з футболу, станом на 2018 рік стадіон залишається в основному занедбаним як місце проведення футбольних матчів.
За словами колишнього президента IFA Аві Лусона, є план знести стадіон «Рамат-Ган» і побудувати більший стадіон з очікуваною місткістю 55 000. осіб. Але до кінця 2016 року він так і не був створений.

## Розваги
На стадіоні виступали такі виконавці, як Depeche Mode, Елтон Джон, R.E.M., Yeah Yeah Yeahs, Леонард Коен, Стінг, High on Fire, Orphaned Land, Metallica, Simon and Garfunkel, Боб Ділан і Каньє Вест. У 2012 році Мадонна відкрила на стадіоні свій тур MDNA Tour, зібравши аншлаг з більш ніж 33 000 осіб.

## Галерея

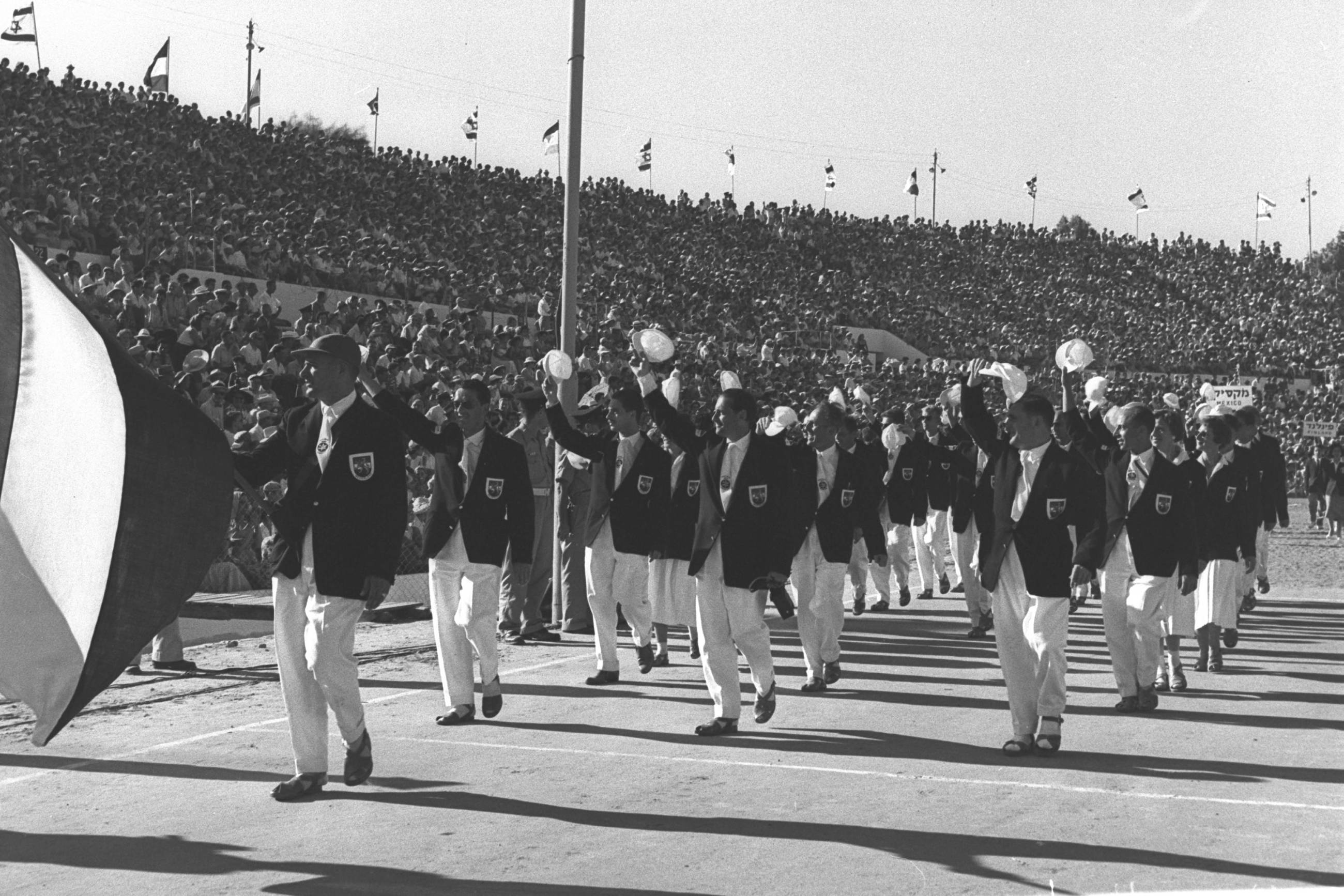
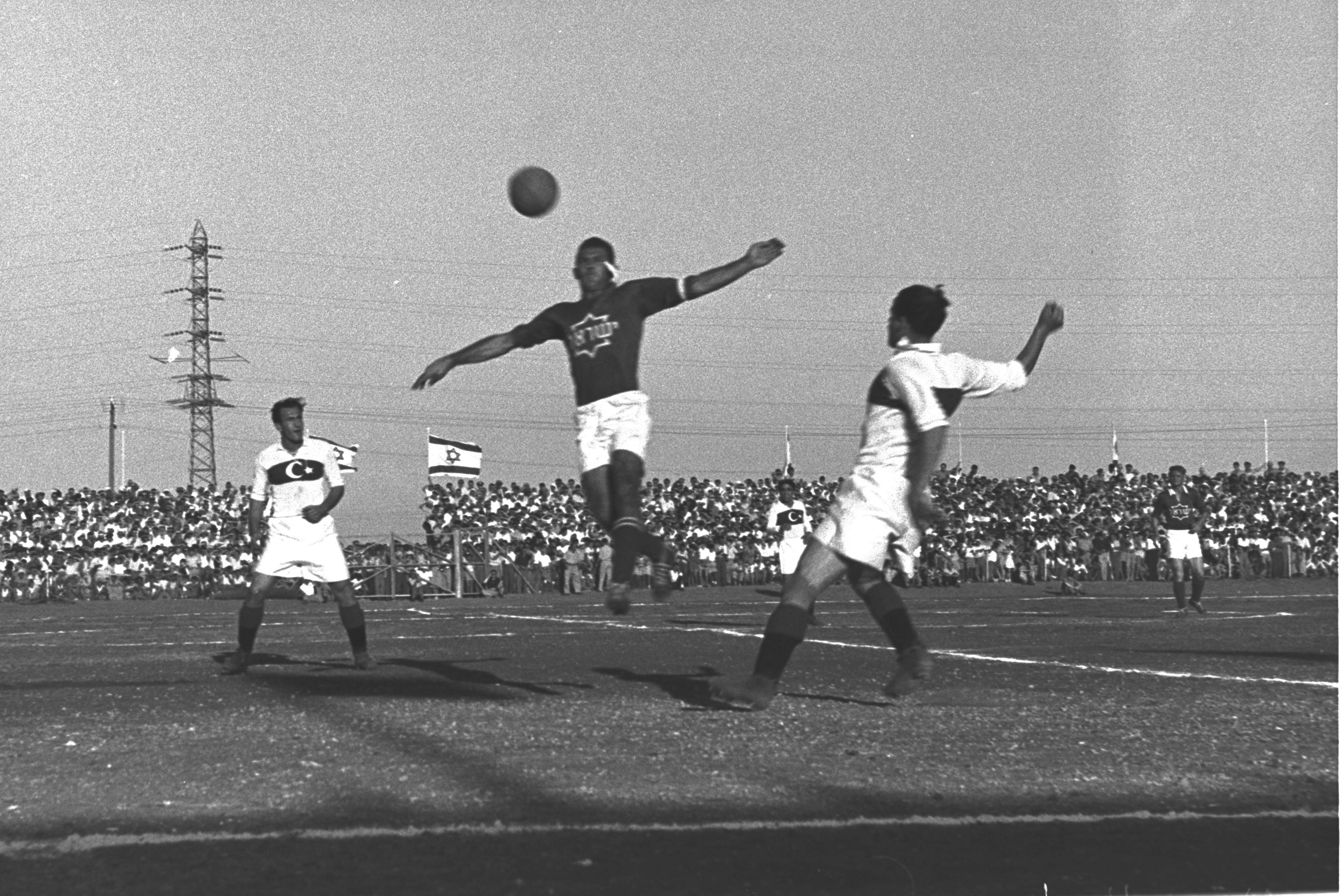
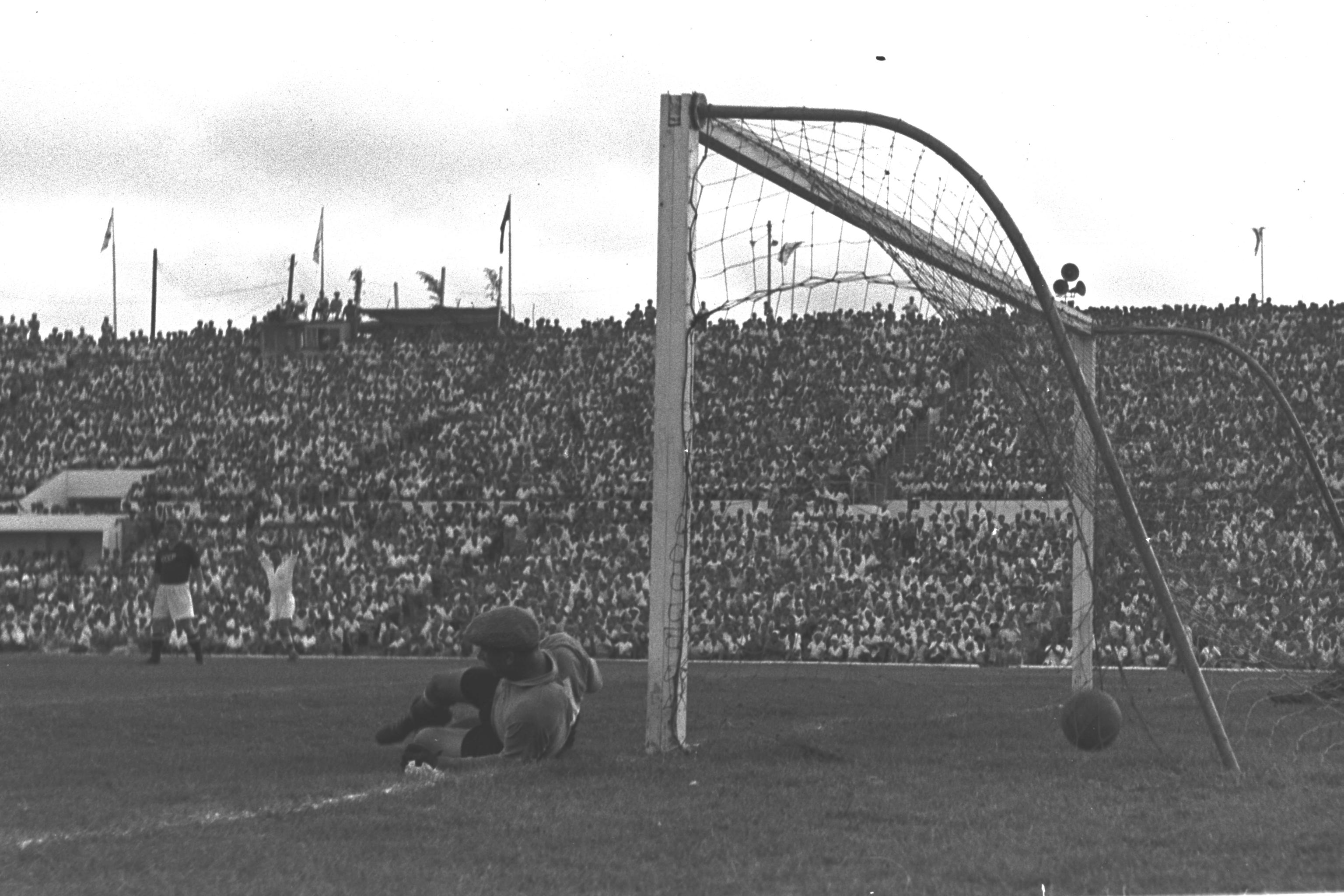
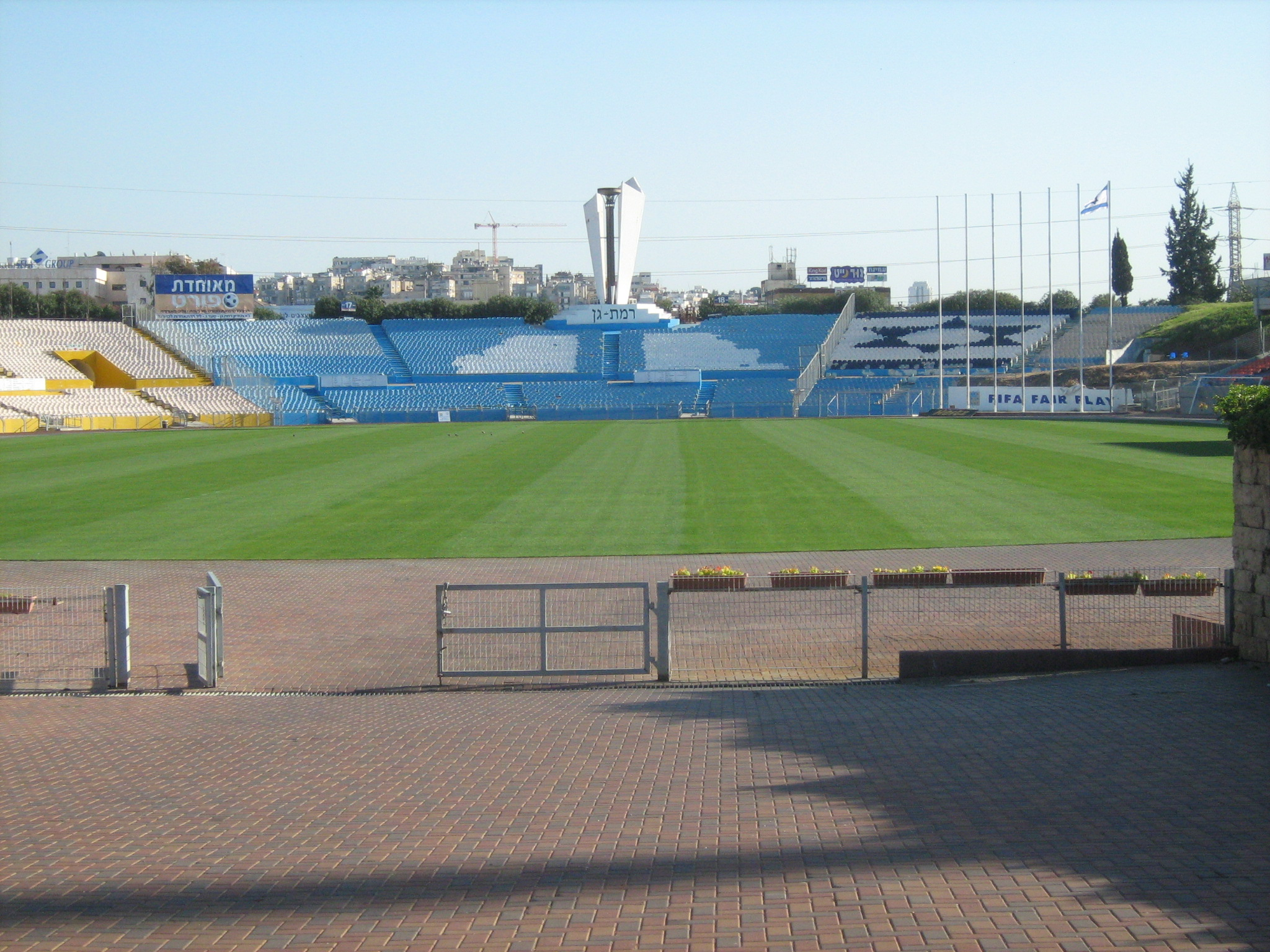
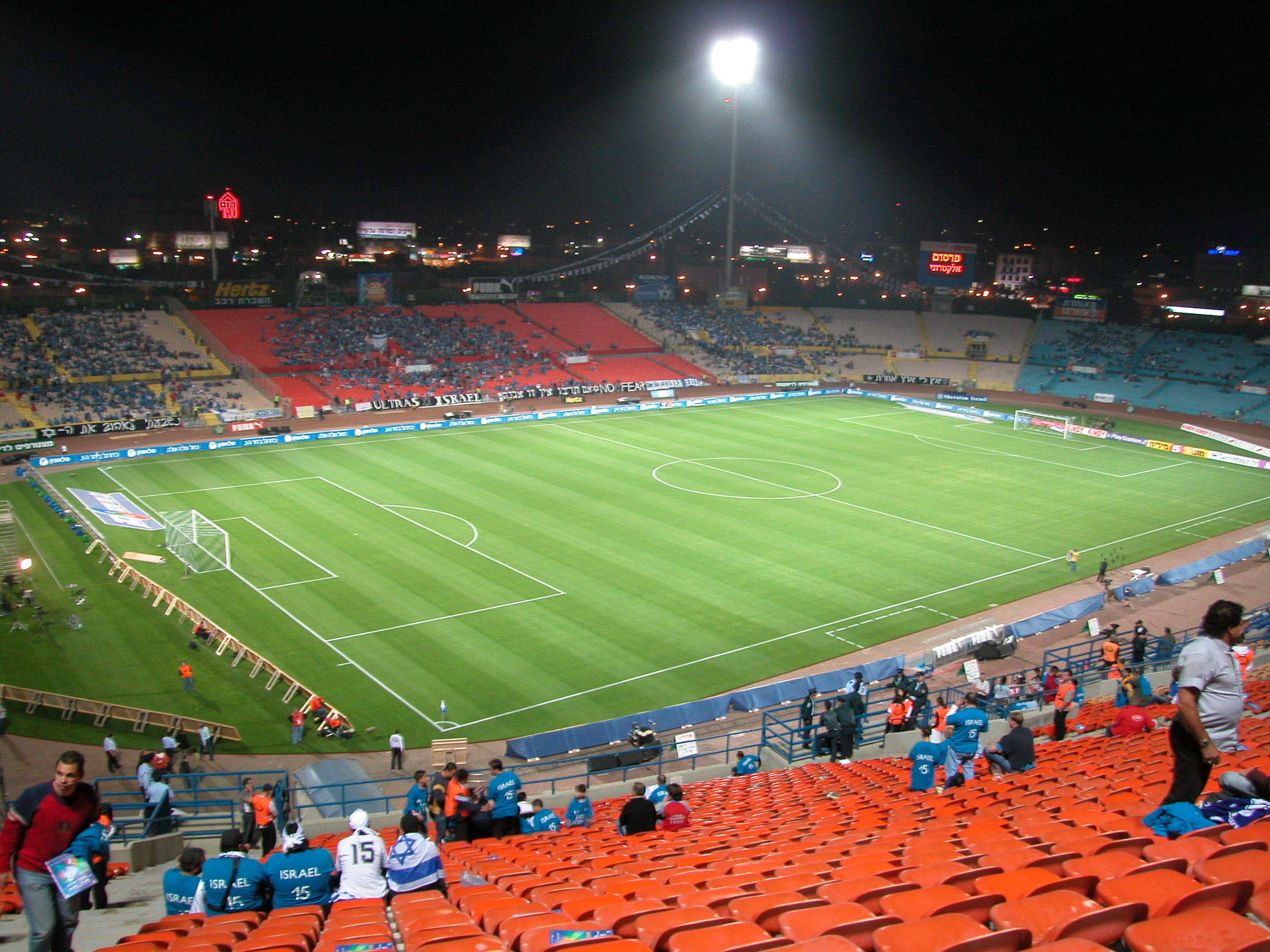